# シネコンへ行こう!
『シネコンへ行こう!』（シネコンへいこう）は、BS松竹東急で2022年7月4日から9月26日まで放送されたテレビドラマ。主演は連続ドラマ初主演となる渡辺大。

## 概要
東京近郊の地方都市にあるシネマコンプレックス（通称：シネコン）を舞台にした、笑いあり涙ありのコメディ群像劇。
BS松竹東急オリジナルドラマ枠「月曜ドラマ」の第2弾。
ドラマタイトルが紹介された直後、マネージャーの渋井とアルバイトの松丸が休憩時間に実在する映画に関する雑談を交わすパートが設けられており、話題に上がった映画のタイトルと簡単な注釈がテロップで表示される。
本作のロケ地は埼玉県三郷市にあったシネコン『MOVIX三郷』内で行われていた。MOVIX三郷は本作放送から2年後の2024年11月30日をもって閉館。その後2025年7月11日、MOVIX三郷の跡地にシネマサンシャイン三郷がオープンしている。

## キャスト

### 主要人物
水沢健太（みずさわ けんた）
演 - 渡辺大
シネコン「シネマインみらい」の支配人。
実家の家業が映画館で、学生時代に映画を自主制作していたほどの映画好き。
中塚香織（なかつか かおり）
演 - 北乃きい
シネコン「シネマインみらい」の新人マネージャー。
「シネマインみらい」立て直しの命を受け、本体会社・東竹から出向してきた。
生真面目だが、売店の手伝いでホットドッグのソーセージを焦がすなど不器用なところがある。
映画製作の部署を志望しており、重役の溝口から配転の打診を受けるが、シネコンに残ることを決める。

### シネマインみらい
とある地方都市の営業不振にあえぐシネマコンプレックス。CINEMAIN。
渋井寛治（しぶい かんじ）〈40〉
演 - 芹澤興人
最古参の社員。映画マニアのマネージャー。
内弁慶でバイトや出入業者には強いが、対人恐怖症ぎみで客のクレーム対応ができない。
中塚に惚れていて、彼女と目を合わせて喋ることができない。
松丸航平（まつまる こうへい）
演 - 中山慎悟
アルバイトスタッフ。ポディアム（もぎり、座席誘導）担当。
交際相手の美枝に正社員と偽り、アルバイトスタッフであることを隠している。
竹村栞那（たけむら かんな）
演 - 三木理紗子
アルバイトスタッフ。コンセッション（売店）のメイン担当。
マニアックなお笑いファン。
丸川朋美（まるかわ ともみ）
演 - 阿久澤菜々
アルバイトスタッフ。チケットカウンター担当。
客が少なく勤務中にスマホをいじっていたが、シネ婚で客足が活気づくと真面目に接客するようになる。
梅本茜（うめもと あかね）
演 - 斎藤さらら
アルバイトスタッフ。清掃担当。
松丸と駄弁り清掃が行き届いていない。
本郷由芽（ほんごう ゆめ）
演 - 久遠明日美（第5話 - ）
アルバイトスタッフ。

### ゲスト

#### 第1話
クレーム客
演 - 平井善之（アメリカザリガニ）（第5話）
座席が汚れていて希望した位置で映画を観れなかったとクレームをつける。
彼女の誕生日デートに間に合うよう、最終上映を打ち切ろうとする松丸に追い返されそうになり、映画のオチをばらされた。

#### 第2話
城崎志郎（しろさき しろう）
演 - 坂東彌十郎（第12話）
支配人の水沢に物申す謎の老人客。その正体は東竹社長。
お客様に映画を楽しんで頂くというスタッフの意気込みを感じないと注意する。
「シネマインみらい」の閉鎖も視野に入れていたが、「シネ婚」企画がSNSでバズったことから、契約更新を決定する。
永田（ながた）
演 - 柳原哲也（アメリカザリガニ）
大手配給会社の営業担当。自社の配給映画のチラシが目立つ位置になるよう注文をつける。
公開予告の上映順にも注文を付けるが、渋井の執拗な予告上映順の説明に音を上げて退散する。

#### 第3話
飲食物を持ち込む客
演 - 菊地優志（ワンワンニャンニャン）
シアター内に外部の飲食物を持ち込む常習犯。外部で購入した肉まんとお茶を持ち込もうとして松丸に注意される。
別の日に再び飲食物を持ち込もうとして中塚に発見され注意を受けると、シアターの飲食物はおいしくないと反論するが、水沢がごちそうしてくれたチーズホットドッグを食べると、考えを改める。

#### 第4話
山越（やまこし）〈19〉
演 - 大原由暉
新人アルバイトの面接に来た大学生。竹村、丸川、梅本の女性アルバイト3人から一目惚れされるが相手にしない。
バイト研修中に中塚マネージャーに惹かれていることを渋井に打ち明けると、いびられてしまいバイトを辞めてしまう。

#### 第5話
山村美枝
演 - 辻本みず希
松丸の彼女。松丸の案内で関係者以外立入禁止の映写室に案内してもらう。松丸がアルバイトスタッフということを知らない。
丈一郎
演 - 立石ケン
由芽の元カレ。由芽に会うためにシネマインのバックヤードに押しかける。
アルバイトながらIT系社員と偽り由芽に見栄を張っていたが、松丸に正直になるよう諭される。

#### 第7話
警察官
演 - 新大悟
制服警官。近所で発生したバッグのひったくり犯がシネマインに逃げ込んでいるかもしれないと注意喚起し、犯人の似顔絵を配る。
森本サイダー
演 - 森本サイダー
ピン芸人。栞那曰く人気急上昇中。シネマインに来場し、ひったくり犯の似顔絵に似ていたことから怪しまれるが別人であった。
河合
演 - ムートン伊藤
支配人統括担当。吉田に業績の件で吊るし上げに遭っている水沢に対し、改善策を提案してものれんに腕押しだったと水沢を見放す。
「シネマインみらい」閉鎖を電話連絡してきたと思われたが、「シネ婚」企画がSNSでバズり、存続が決まったと水沢に告げる。
吉田
演 - 北山雅康（第9話・第11話・第12話）
シネコン統括リーダー。シネマイン新宿時代の水沢の元上司。水沢の天敵。
新宿時代の仕事のやり方があくど過ぎたことから水沢が本社に報告し、支配人を更迭されたことがあり、水沢を目の敵にしている。
支配人会議でシネマインみらいが業績の足を引っ張っていると水沢を吊るし上げる。また、「シネマインみらい」を閉鎖に追い込む口実の粗探しに、中澤に水沢の行動監視を依頼する。
溝口
演 - 小野了（第9話・第11話・第12話）
東竹の常務取締役。映画制作担当の重役。
人事担当の時に中塚を採用しており、閉鎖の可能性がある「シネマインみらい」から彼女を引き揚げ、当初の希望だった制作部門へ配転しようとする。

#### 第8話
高島〈71〉
演 - 鶴田忍
妻と鑑賞に来た第2回名作映画祭で上映される映画で、観たかった映画のタイトルを思い出せないと水沢に相談する。
観たかった映画は様々な有名映画の特徴を有する不思議な内容であったが、それは20年前に第1回名作映画祭で上映した「アメリカンニューシネマ特集」であった。認知症気味で、5年前に亡くなった妻との思い出と現在とが錯綜していた。
沙希
演 - 柿原桃里
高島の孫。認知症気味の祖父が、思い出話でよく語る「シネマインみらい」に来ているのではないかと、彼を探しに来場した。

#### 第9話
牧野美月
演 - 舞羽美海
水沢の高校時代の同級生。「シネマインみらい」で水沢と再会する。高校時代、水沢に口説かれ、自主製作映画に出演している。水沢は再会を機に彼女に告白しようとするが、交際相手のイギリスへの転勤を機に結婚し、日本を離れると告げる。

#### 第10話
萩野富士子
演 - キンタロー。
映画「モノクロームの女」の主演女優。「シネマインみらい」のある街の大企業の令嬢で、地元での舞台挨拶に訪れる。
舞台挨拶で入りが少なかった劇場の支配人が消えたなどの噂話があり、「シネマインみらい」での舞台挨拶で全く客が入らなかったため、水沢は支配人の仕事を飛ばされると覚悟したが、舞台挨拶時、極度の近眼だが映画の役柄通りメガネをかけないと予想され、中塚のアイデアで段ボールで作ったダミーの客を座席に座らせ、ライトを舞台に当てられると、客がいないことに気づかなった。
小泉
演 - 瀧本まりあ
東竹の営業。萩野富士子が舞台挨拶に来ることから失礼のない対応をするよう「シネマインみらい」に事前視察に訪れる。
舞台挨拶の司会者
演 - 渡邉菜ノ葉

#### 第11話
松本祐真
演 - 小林優太（第12話）
劇場内で結婚のプロポーズをするサプライズ企画「シネ婚」に応募してきた男性。会社社長。
交際相手の麻里へのプロポーズに緊張し、直前になり必死に練習を繰り返す。
実はインフルエンサーで、後に「シネ婚」の様子をSNSにアップしてことで「シネ婚」の話題がバズり、「シネマインみらい」の閉鎖を回避する一助となる。
綾瀬麻里
演 - 村山朋果
祐真の交際相手。祐真の経営する会社の社員。祐真に「シネマインみらい」に映画の試写会を観に行こうと誘われ、「シネ婚」のサプライズの筋書で祐真に当日ドタキャンされるが、何も知らないことから祐真の代わりに父親の哲也を同伴してくる。
綾瀬哲也
演 - 団長安田（安田大サーカス）
麻里の父親。妻を早くに亡くし、男手ひとつでひとり娘の麻里を育てた。麻里へのプロポーズの練習を懸命に続ける祐真の姿をみて、娘との結婚を認める。

#### 第12話
水沢茂
演 - 笑福亭鶴光（最終話）
「シネマインみらい」の券売機を操作し席の空き具合を確認し、コンセで飲食物の売上を探るなど、閉鎖に向けての情報収集をする視察人と思われたことから、閉鎖を回避するため渋井を始め松丸、丸川からスタッフルームで接待を受けるが、実は水沢の父親だった。
シネマインのスタッフたちが水沢が家業の映画館を継ぐためにシネコンからいなくなると思い、惜別の気持ちで送り出されようとしている様子を見て、支配人として慕われていることを知り、実際息子に家業を継がせようとしていたことを隠し、これからも息子をよろしくとスタッフたちにお願いする。

#### 最終話
男性
演 - みなみかわ
映画上映中に禁止されているスマホを使用し、注意されたことに大声を出したことから退席させられるが、そのことが気に入らず支配人を呼んで来いと怒鳴り散らす。
中澤の前でいいところを見せようと張り切った渋井が不思議なクレーム対応をしたことで煙に巻かれる。

## スタッフ
- 脚本 - 石川勝己、富澤昭文、山下和徳
- 監督 - 富澤昭文、山下和徳
- 音楽 - 堀川真理子
- 主題歌 - 上野大樹「きみと雨」（formusic records）[6]
- 撮影協力 - 松竹マルチプレックスシアターズ、松竹不動産本部
- ポスプロ - 松竹映像センター
- プロデューサー - 斎藤寛之（BS松竹東急）、小林泰子（BS松竹東急）、岡村紘野（松竹）、並川弥央（松竹）
- 制作協力 - 松竹撮影所
- 制作著作 - BS松竹東急、松竹

## 放送日程
| 各話   | 放送日  | サブタイトル                         | 脚本     | 監督     |
| ------ | ------- | ------------------------------------ | -------- | -------- |
| 第1話  | 7月04日 | シネコンへようこそ                   | 石川勝己 | 富澤昭文 |
| 第2話  | 7月11日 | その男、支配人につき                 | 石川勝己 | 富澤昭文 |
| 第3話  | 7月18日 | シアターで朝食を                     | 石川勝己 | 富澤昭文 |
| 第4話  | 7月25日 | 黒い数人の女                         | 富澤昭文 | 山下和徳 |
| 第5話  | 8月01日 | 招かれざるお客様                     | 富澤昭文 | 山下和徳 |
| 第6話  | 8月08日 | シネコンの怪人                       | 富澤昭文 | 山下和徳 |
| 第7話  | 8月15日 | 今シネコンにある危機                 | 石川勝己 | 富澤昭文 |
| 第8話  | 8月22日 | オールド・シネマ・パラダイス         | 山下和徳 | 富澤昭文 |
| 第9話  | 8月29日 | 支配人はつらいよ                     | 石川勝己 | 山下和徳 |
| 第10話 | 9月05日 | 舞台挨拶、前から見るか?横から見るか? | 富澤昭文 | 山下和徳 |
| 第11話 | 9月12日 | シネコンの中心で、愛を叫ぶ           | 山下和徳 | 富澤昭文 |
| 第12話 | 9月19日 | マサカの女                           | 石川勝己 | 富澤昭文 |
| 最終話 | 9月26日 | そしてシネコンはつづく               | 富澤昭文 | 富澤昭文 |